# Morten Helveg Petersen

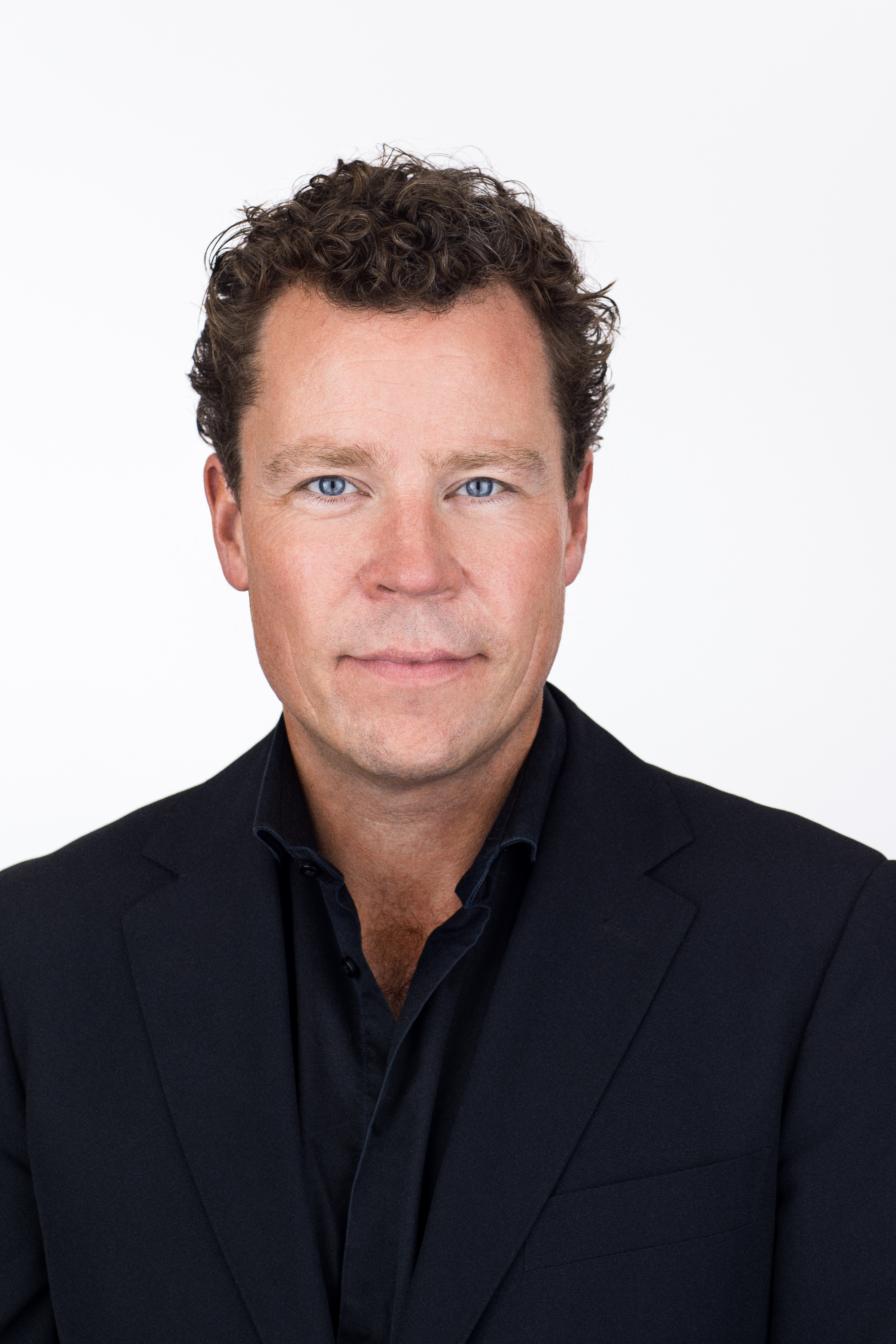
Morten Helveg Petersen

Morten Helveg Petersen (* 14. September 1966 in Kopenhagen) ist ein dänischer Politiker der Radikalen Venstre.

## Leben
Morten Helveg Petersen trat in die Fußstapfen seines Vaters, des dänischen Politikers Niels Helveg Petersen; auch sein Bruder Rasmus Helveg Petersen wurde Politiker.
Morten Helveg Petersen studierte Wirtschaftswissenschaften an der Universität Kopenhagen. Von 1992 bis 1993 war er für die Europäische Kommission tätig, und von 1993 bis 1998 arbeitete er für die Arbeitgebervereinigung Dansk Industri (DI, dt. Dänische Industrie). Von 1998 bis 2009 war Helveg Petersen Abgeordneter im Folketing.
Seit 2014 ist Petersen Abgeordneter im Europäischen Parlament als Mitglied der Fraktion der Allianz der Liberalen und Demokraten für Europa. Er ist stellvertretender Vorsitzender des Ausschusses für Industrie, Forschung und Energie im Europäischen Parlament und Mitglied in der Delegation für die Beziehungen zu Japan.

## Werke (Auswahl)
- 1999: Midt i maskinrummet
- 2001: Enter – et personligt bud på Danmarks IT-fremtid